# كلود باريت
كلود باريت (بالإنجليزية: Claude Barrett)‏ (5 ديسمبر 1907 في المملكة المتحدة - 3 أغسطس 1976 ببرادفورد في المملكة المتحدة) هو لاعب كرة قدم بريطاني (وحمل سابقاً جنسية المملكة المتحدة لبريطانيا العظمى وأيرلندا) في مركز الدفاع. لعب مع بورت فايل ونادي يورك سيتي ونادي برادفورد بارك أفنيو.